# سداسي كلوروبلاتينات الأمونيوم
سداسي كلوروبلاتينات الأمونيوم هو مركب كيميائي صيغته NH4)2PtCl6 ويوجد على هيئة صلب أصفر.

## التحضير
يحضر هذا المركب من تفاعل محلول مكون من حمض كلورو البلاتينيك وحمض الهيدروكلوريك الممدد مع كلوريد الأمونيوم:
{\displaystyle \mathrm {H_{2}[PtCl_{6}]+2\ NH_{4}Cl\longrightarrow (NH_{4})_{2}[PtCl_{6}]\downarrow +2\ HCl} }

## الخواص
يوجد المركب في الشروط القياسية على هيئة صلب بلوري أصفر اللون، وله انحلالية ضعيفة في الماء. يؤدي تسخينه إلى التفكك الحراري، حيث يتشكل بلاتين إسفنجي:
{\displaystyle \mathrm {3\ (NH_{4})_{2}[PtCl_{6}]\ {\xrightarrow {1000\ ^{\circ }C}}\ 3\ Pt+2\ NH_{4}Cl+16\ HCl+2\ N_{2}} }

## الاستخدامات
نظراً لانخفاض انحلاليته في الماء لذلك يستخدم تشكيل هذا المركب لفصل البلاتين أثناء استخراجه من خاماته عن الفلزات المرافقة مثل البلاديوم.